# São Pancrácio (título cardinalício)
O título cardinalício de São Pancrácio (em latim: S. Pancratii) foi instituido pelo papa Leão X em 6 de julho de 1517, por ocasião do aumento do número de cardeais no consistório. Em 28 de fevereiro de 1550, foi unido ao título de São Clemente, pelo Papa Júlio III, criando o título de Santos Clemente e Pancrácio, mas foram divididos novamente e restabelecidos com seus nomes em 4 de dezembro de 1551.
A igreja titular deste titulus é a Basílica de São Pancrácio.

## Titulares protetores
- Ferdinando Ponzetta (1517-1527)
- Francesco Corner (1528-1534)
- Gian Pietro Carafa (1537)
- Federico Cesi (1545-1550)
- Juan Álvarez y Alva de Toledo (1551-1553)
- Miguel da Silva (1553)
- Gianantonio Capizucchi (1556-1562)
- Bernardo Navagero (1562)
- Stanislaw Hosius (o Hoe, o Hosz) (1562-1565)
- Simone Pasqua (1565)
- Tolomeo Gallio (1565-1568)
- Giovanni Paolo della Chiesa (1568-1575)
  - Vacante (1575-1586)
- Ippolito Aldobrandini (1586-1592) Eleito Papa Clemente VIII
- Girolamo Mattei (1592-1603)
- Pietro Aldobrandini (1604-1605)
- Domenico Ginnasi (1605-1606)
- Ludovico de Torres (1606-1609)
  - Vacante (1609-1617)
- Gabriel Trejo Paniagua (1617-1621)
- Cosimo de Torres (1623-1641)
- Gaspare Mattei (1643-1648)
  - Vacante (1648-1653)
- Francesco Maidalchini, como diaconia (1653-1654)
- Carlo Gualterio, como diaconia (1654-1667)
- Giacomo Franzoni (1670-1673)
- Pietro Vidoni (1673-1681)
- Antonio Pignatelli del Rastrello (1681-1691)
- Bandino Panciatici (1691-1710)
  - Vacante (1710-1721)
- Damian Hugo Philipp von Schönborn Bushein (1721-1726)
- Vincenzo Ludovico Gotti, O.P. (1728-1738)
  - Vacante (1738-1743)
- Gioacchino Besozzi, O.Cist. (1743-1744)
- Federico Marcello Lante della Rovere (1745-1753)
- Giuseppe Maria Feroni (1753-1764)
  - Vacante (1764-1824)
- Giovanni Battista Bussi (1824-1844)
  - Vacante (1844-1848)
- Carlo Vizzardelli (1848-1851)
- Clément Villecourt (1855-1867)
- Josip Mihalovic (1877-1891)
- Francesco Ricci Paracciani (1891-1894)
- Achille Manara (1895-1906)
- Aristide Rinaldini (1907-1920)
- Giovanni Bonzano (1922-1924)
- Lorenzo Lauri (1927-1941)
  - Vacante (1941-1946)
- Carlos Carmelo de Vasconcelos Motta (1946-1982)
- José Alí Lebrún Moratinos (1983-2001)
- Antonio Cañizares Llovera (2006-)